# Petrologija
Petrologija je grana geologije koja se bavi proučavanjem stijena i uvjetima pod kojima stijene nastaju. Postoje tri grane petrologije, koje odgovaraju tipovima stijena: petrologija magmatskih, metamorfnih i sedimentnih stijena. Riječ petrologija dolazi od grčke riječi petra, što znači stijena. Riječ litologija je nekada približno bila sinonim petrografiji, ali danas je litologija u biti petrološka disciplina koja se bavi opisivanjem makroskopskih uzoraka ili izdanaka stijena.
Petrologija se koristi klasičnim područjem mineralogije, petrografije, optičke mineralogije i kemijske analize za opisivanje sastava i građe stijena. Moderni petrolozi također uključuju principe geokemije i geofizike kroz proučavanja geokemijskih trendova i ciklusa te rabe termodinamičke podatke i eksperimente za bolje razumijevanje porijekla stijena. 

## Grane petrologije
- Petrologija magmatskih stijena (petrologija magmatita) bavi se na sastavom i strukturom magmatskih stijena (stijene poput granita i bazalta koje su kristalizirale iz rastaljene stijene ili magme). Magmatske stijene uključuju efuzivne stijene i intruzivne stijene.
- Petrologija sedimentnih stijena (petrologija sedimentita) bavi se sastavom i strukturom sedimentnih stijena (stijene poput pješčenjaka, šejla ili vapnenca koje se sastoje od komada ili čestica proizvedenih iz drugih stijena te biološkog ili kemijskog taloga, te su često vezane u matrici ili finijem materijalu).
- Petrologija metamorfnih stijena (petrologija metamorfita) bavi se sastavom i strukturom metamorfnih stijena (stijene poput slejta, mramora, gnajsa ili šista koje su nastale iz sedimentnih ili magmatskih stijena zbog djelovanja visokih tlakova ili temperatura ili i jednog i drugog, a preživjele su kemijske, mineraloške ili strukturne promjene).
- Eksperimentalna petrologija istražuje geokemijske i fazne veze između prirodnih ili sintetičkih matrijala na povišenim temperaturama i tlakovima. Eksperimenti su posebno važni za istraživanje stijena iz donje kore i gornjeg plašta koje rijetko prežive putovanje do površine prvotnome obliku. Rad eksperimentalnih petrologa temelj je današnjem razumijevanju magmatskih i metamofrnih procesa.

## Vanjske poveznice
Mrežna mjesta
- petrologija Hrvatska enciklopedija
- Mineraloško-petrografski zavod Prirodoslovno-matematičkog fakulteta u Zagrebu
- petrolozi  Arhivirana inačica izvorne stranice od 13. prosinca 2021. (Wayback Machine), Vodič kroz zanimanja (1998.)